# Журналістська премія імені Василя Сергієнка
Журналістська премія імені Василя Сергієнка — започаткована 17 липня 2017 року. Організатор — активіст Олександр Аронець. Присвячена Василю Сергієнку, відомому черкаському журналісту, жорстоко вбитому 2014 року.
Премія ставить за мету об'єднати журналістську спільноту, захистити журналістів-розслідувачів, встановити стандарти розслідувальної журналістики, увіковічити пам'ять Василя Сергієнка.

## Експертна рада
Віталій Портніков, Соня Кошкіна, Сергій Квіт, Микита Василенко, Валерій Іванов, Володимир Мостовий, Наталія Лігачова, Юрій Бондар, Дмитро Лиховій, Михайло Шаманов, Ростислав Мартинюк, Тетяна Воронцова та Юрій Грицик.

## 2017
На конкурс було подано 282 матеріали. Переможці в номінаціях і володарка гран-прі отримали пам'ятні дипломи та грошові премії в розмірі 15 тисяч гривень. Фіналісти в номінаціях отримали по 1 тис. грн.

### Переможці

#### Найкраще розслідування в місцевих друкованих ЗМІ

##### Переможець
- Євген Гапич, «Вільне. ПРЕСА», Львів. «„Сміттєві“ війни: фільтрат — коломиянам, мільйони — бізнесменам»

##### Фіналісти
- Тарас Боросовський, газета «20 хвилин», Житомир. «Незадекларований маєток та родинний бізнес житомирського голови СБУ».
- Денис Миронов, газета «Наша Дружковка». «Міські перевезення в цифрах або як придбати LEXUS в украй важкому фінансовому становищі».
- Тетяна Філіппова, газета «Рідне Прибужжя», «Снігурівська лікарня: обережно — головлікар … кусається».

#### Найкраще розслідування в загальнонаціональних друкованих ЗМІ

##### Переможець
- Олег Перетяка, «Дзеркало тижня», «Оренда у військовому відомстві: корупція чи шахрайство».

##### Фіналісти
- Іван Верстюк, «Новое время». «Служба беззаконня України. Як і чому СБУ почала тиснути на бізнес заради особистої вигоди».
- Катерина Шаповал, «Новое время», «На блакитному газу».
- Інна Павлова (Золотухіна", газета «Факти». «Відмовившись від пропозиції Клименко, Павло Шеремет, мабуть, когось розчарував …»

#### Найкраще розслідування в місцевих інтернет-ЗМІ

##### Переможець
- Олена Чернишова, «Ні корупції», Одеса. «Маленький бізнес в онкодиспансері або як в Одесі хворі двічі платять за ліки».
- Фіналісти
- Ольга Фоменко, «БюроUA», Дніпро. «Було вашим — стало нашим»: як в Дніпрі провернули напівзаконний переділ ринку парковок".
- Володимир Хапчук, «Зараз. Інфо». Цикл публікацій «Чи існує боротьба з корупцією в Лисичанську?»
- Юлія Костюк, «Наші гроші», Львів. «Велика родина Львівобленерго».

#### Найкраще розслідування в загальнонаціональних інтернет-ЗМІ

##### Переможець
- Валерія Єгошина, «Схеми. Корупція в деталях». «Київ: Спадок у руїнах».

##### Фіналісти
- Максим Савчук, «Схеми. Корупція в деталях». «Києво-Печерська лавра: перебудова».
- Денис Казанський, «Четвертая власть». «Контрабанда металобрухту з України в Росію. Як це працює через офшор в ОРДЛО».
- Володимир Даценко, «Zалізниця без корупції». «Як народний депутат Лаврик українців „взував“ і з росіянами торгував».
- Павло Новик, «Наші гроші». «Кооперативна схема Кернеса-Добкіна».

#### Найкраще розслідування на місцевому ТБ

##### Переможці
- Олександр Мамай, Наталя Мальцева. «Стоп корупції». 5 канал. «Корупційні схеми незаконного видобутку піску у Київський області».

##### Фіналіст
- Ярослав Чепурний, Олег Оганов, Миколаївський центр журналістських розслідувань, «Слідство.Інфо». «Кіборги проти прокурорів».

- Ігор Ізотов, «Лтава», Полтава. «Як правильно розпилювати гранти для ВПО».
- Тетяна Філіппова, Миколаївський центр журналістських розслідувань, «Слідство. Інфо». «Атака клонів».
- Ірина Скіць, телеканал НТА, Львів. «Афера по-львівськи».

#### Найкраще телевізійне розслідування

##### Переможець
- Дарина Отченашенко, ICTV. «Зеки-раби».

##### Фіналісти
- Валерія Єгошина, «Схеми. Корупція в деталях». «Управління захисту власних інтересів». Журналістка також отримала сертифікат на відпочинок у заміському комплексі Edem Resert від партнерів конкурсу.
- Катерина Лихогляд, ZIK. «Хмельницький Майдан: Розслідування, яке згоріло».
- Максим Опанасенко, «Слідство. Інфо». «Свята земля».
- Мар'яна Сич, ZIK. «Дозволений наркотик».

#### Найкраще розслідування громадських активістів, блогерів

##### Переможці
- Олександр Волошин. Проект «Хто купив Україну».
- Євген Лісічкін. «Тендерний покер: Як у Кернеса грають з ProZorro».

##### Фіналісти
- Сергій Чагаров. «Дерибан у Гатному: „Озерний гай“ привчає інвесторів до септика на болоті». Автор також отримав сертифікат на подорож до Варшави від партнера конкурсу «Феєрія мандрів».
- Дмитро Сінченко. «Хто і скільки бюджетних коштів „закатав в асфальт“? Передноворічні „схеми“ кропивницьких комунальників». Автор отримав сертифікат на відпочинок у заміському комплексі Edem Resert від партнерів конкурсу.
- Денис Жело. «Корупція в „Укрзалізниці“».
- Сергій Сарафанюк. «Як не платити кредиторам 1 млрд гривень. Майстер-клас банкрутства Одеської ТЕЦ».
- Мирослава Станкевич, «Ні корупції!». «Півмільярда на підготовку будівництва Канівської ГАЕС виграла фірма з підозрою у відмиванні грошей».
- Ольга Нос. «Майстер-клас із закупівель від тендерного комітету м. Українка. На тренінгах такому не навчать».
- Григорій Козьма. «Приватизувати Старосінну, або Як у одеської громади вкрасти майно в особливо великих розмірах».
- Олександра Буленок. «„Совість“ Гройсмана: як друзі прем'єра будують по-старому».

#### Гран-прі від організаторів конкурсу
- Гран-прі від організаторів конкурсу отримала Тетяна Заровня (ОРД) за розслідування вбивства Василя Сергієнка «Безкарність „Панди“, як дзеркало контрреволюції, що перемогла».

#### Спеціальний диплом від оргкомітету
- Спеціальний диплом від оргкомітету та сертифікат від «Феєрії мандрів» отримав Ігор Сичов (черкаське видання «Дзвін») — за розслідування вбивства Василя Сергієнка.

## 2019
Восени 2019 року конкурс журналістських розслідувань для регіональних і загальноукраїнських медійників відбувся вдруге. Цього разу на конкурс надійшло понад 130 робіт. Партнером заходу став Національний музей Революції Гідності, де і відбулося нагородження фіналістів 5 грудня 2019 року.
До складу експертної ради конкурсу ввійшли журналісти та науковці: публіцист Віталій Портников, професор Сергій Квіт, ведучий проєкту «СтопФейк» Марко Супрун, журналісти Ростислав Мартинюк та Юрій Грицик.

### Найкраще розслідування в місцевих друкованих ЗМІ

#### Переможець
- Максим Савчук, програма «Схеми: корупція в деталях» (Радіо Свобода). Робота: «Зелена родина ру». Кінобізнес Зеленського у Росії[8].

Журналісти проаналізували інтерв'ю президента Володимира Зеленського, зокрема, щодо наявності у нього бізнес-інтересів у Росії, і виявили розбіжності. У розслідуванні «Зелена родина ру» йдеться про те, що російський бізнес Володимира Зеленського та партнерів пов'язаний із виробництвом кіно-, відеофільмів та телевізійних програм, але усі фінансові угоди проходять через кіпрські або українські «фірми-прокладки».

### Найкраще розслідування в загальнонаціональних друкованих ЗМІ

#### Переможець
- Олена Жежера, Рух Чесно. Робота: «Забудова урочища Протасів Яр: сліди Корбана й мовчання Зеленського»[9].

### Номінація «Найкраще розслідування громадських активістів, блогерів»

#### Переможець
- Катерина Гандзюк, керуюча справами виконавчого комітету у Херсонській міській раді. Робота: «Остання крапля. Привід для вбивства». Нагорода вручена посмертно[10].

У номінації «Найкраще розслідування громадських активістів, блогерів» переміг цикл розслідувань про вирубку Олешківського лісу, об'єднаного у єдиний цикл розслідувань «Остання крапля. Привід для вбивства» нині покійної херсонської активістки Катерини Гандзюк. Нагороду за Катерину отримав її батько. Нагадаємо, 31 липня 2018 року на радницю херсонського міського голови Катерину Гандзюк напали біля під'їзду її будинку й облили сірчаною кислотою. Гандзюк потрапила в реанімаційне відділення. 4 листопада активістка померла в лікарні.

### Номінація «Найкраще розслідування місцевих громадських активістів, блогерів»

#### Переможець
- Григорій Козьма, головний редактор журналу «Громадське слідство», блогер. Робота: «Обороноздатність України? Ні, не чули — звертайтесь в ФСБ»[11].

Одним з переможців премії став одеський активіст, один з лідерів організації «Народний рух» Григорій Козьма з розслідуванням «Обороноздатність України? Ні, не чули — звертайтесь в ФСБ», в якому йдеться про зловживання місцевої влади, яка фактично надала росіянам доступ до стратегічних об'єктів обороноздатності України. У серпні 2018 року на Григорія Козьму та його колегу Михайла Кузаконя був здійснений напад: в його автомобіль врізалася вантажівка.

### Номінація «Найкраще телевізійне розслідування»
- В номінації дві роботи отримали однакову кількість балів. Переможцями стали:
- Данило Мокрик, Bihus.Info. Робота: серія матеріалів «Прокурори Майдану»[13]
- Сергій Андрушко, програма «Схеми: корупція в деталях» (Радіо Свобода). Робота: «Андрій Богдан. „Незаслужене“ звання та грамота від Азарова в розпал Євромайдану»[14]

У своїх розслідуваннях Данило Мокрик з проекту Bihus.info висвітлив діяльність прокурорів, які, попри участь у переслідуванні активістів Революції Гідності, не лише залишались на посадах, а й отримували підвищення, а і іноді самі розслідували злочини проти Майдану.

#### Переможець
- Олеся Борейко, ГО «Миколаївський центр журналістських розслідувань», Bihus.Info. Робота: «Курорт для прокурорів»[15].

Гран-прі від організаторів конкурсу
- Гран-прі від організаторів конкурсу отримали журналісти незалежної розслідувальної агенції Слідство.Інфо Анна Бабінець, Катерина Лихогляд та Олена Логінова за фільм-розслідування «Гандзюк: системне вбивство»[16].

#### Диплом «За вагомий внесок у боротьбу проти переслідувань журналістів»
Під час нагородження 2019 року диплом «За вагомий внесок у боротьбу проти переслідувань журналістів» отримав блогер Сергій Іванов за розслідування «Поліція бану», яке розповідає про тиск на журналістів з боку заступника начальника Головного слідчого управління Нацполіції Євгена Шевцова, який свого часу балотувався на керівну посаду в ДБР. Журналісти опублікували матеріали про його статки і бізнес дружини Альони Дегрик «Леогеймінг пей», що виводив кошти букмекерських контор і онлайн-казино до Росії та так званих «ЛДНР». Після цього Євген Шевцов розпочав помсту журналістам, проти родичів журналістів порушувались кримінальні справи, їм блокувати рахунки. Зрештою, було заблоковано більше 10 сайтів, де розміщувались матеріали про нього. Окрім того, одним із постраждалих від подібних безчинств «правоохоронців» став член журі першого конкурсу імені Василя Сергієнка професор Валерій Іванов.

## Пам'ять
Василь Сергієнко – відомий черкаський журналіст, поет, соціолог, громадський діяч, автор резонансних розслідувань. 4 квітня 2014 року був викрадений з власного будинку у Корсунь-Шевченківському, наступного дня його тіло зі слідами катувань було знайдено у Виграївському лісі. У травні 2017 року в Києві було затримано підозрюваного в організації викрадення та вбивства журналіста Василя Сергієнка — Вадима Мельника, котрий працював начальником охорони народного депутата Геннадія Бобова. Як повідомили організатори премії, підозрюваний у вбивстві Василя Сергієнка Вадим Мельник подав до суду на засновників конкурсу Олександра Аронця та Олега Собченка. Підозрюваний вимагає в активістів 100 тисяч грн та фактично хоче заборонити їм публічно висловлюватись про підозрюваних в організації вбивства Сергієнка.
Місцеві активісти та журналісти вважають, що замовником убивства є саме Бобов, який міг у такий спосіб помститися за гострі журналістські розслідування Василя Сергієнка. Проте слідству на даний момент не вдалося довести причетність Бобова. Наразі тривають судові засідання, покарати замовників та виконавців вбивства вимагають місцеві депутати та журналісти.